# گل پاک (ورزش)

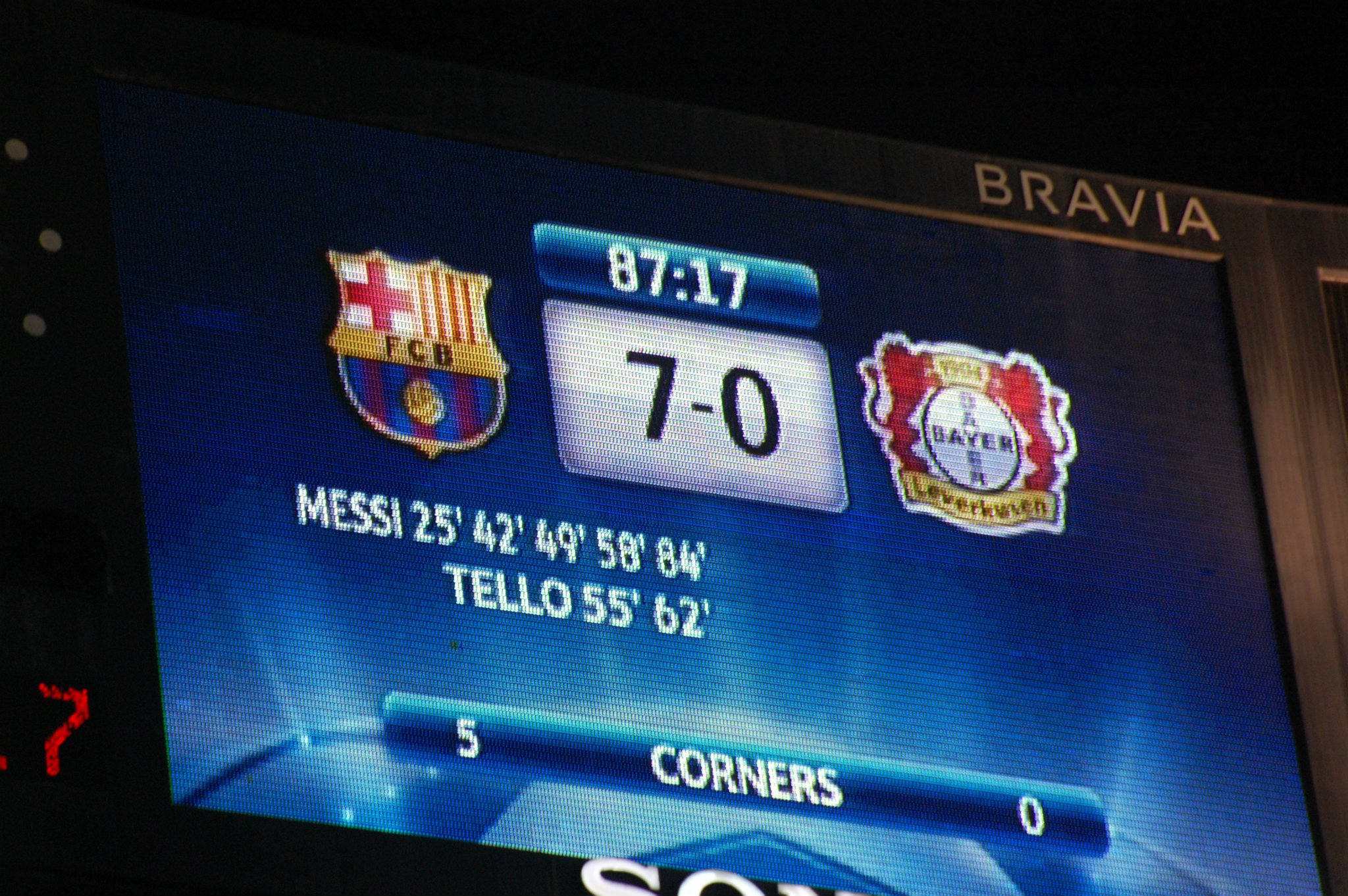
دروازه‌بان بارسلونا مقابل بایر لورکوزن گل پاک داشت

گل پاک (به انگلیسی: clean sheet یا shutout) به اصطلاحی در برخی ورزش ها از جمله فوتبال گفته می‌شود که دروازه‌بان در طول یک بازی هیچ گلی نخورَد و دروازه‌اش در اصطلاح «باز» نشود. این اصطلاح، علاوه بر فوتبال، در بیسبال، هاکی روی یخ، فوتبال آمریکایی و راگبی نیز کاربرد دارد.
همان طوری که برای مهاجمان آمار گل را به عنوان مؤلفه برتری و رکورد ثبت می‌کنند، تعداد گل پاک بازی‌های برای یک دروازه‌بان یا دقیقه‌هایی که به‌طور مداوم یک دروازه‌بان دروازه‌اش را بسته نگاه داشته به عنوان آماری برای دروازه‌بان‌ها منظور می‌شود و طبیعتاً دروازه‌بانی که بیشترین دقایق دروازه‌بسته را داشته باشد دروازه‌بان موفق‌تری بوده است. معمولاً در لیگ‌های معتبر فوتبال مانند لالیگا، سری آ و بوندس لیگا همچنین لیگ جزیره همیشه لیست دروازه‌بان‌های برتر، بر مبنای دقیقه‌های دروازه‌بسته به همراه جداول دیگر لیگ به روز می‌شود.